# Venezillo nigricans
Venezillo nigricans är en kräftdjursart som först beskrevs av Brandt 1833.  Venezillo nigricans ingår i släktet Venezillo och familjen Armadillidae. Utöver nominatformen finns också underarten V. n. major.